# Takeshi Kobayashi meets Very Special Music Bloods
『Takeshi Kobayashi meets Very Special Music Bloods』（タケシ・コバヤシ・ミーツ・ヴェリー・スペシャル・ミュージック・ブラッズ）は、日本の音楽プロデューサー・小林武史のコンピレーション・アルバム。2018年4月4日にユニバーサルシグマより発売された。

## 背景・音楽性
ここ数年の小林武史プロデュース作品をまとめたワークス・アルバム。収録曲のほとんどがアーティスト同士のコラボレーションとなっており、初CD化された楽曲も多く収録されている。
収録曲11曲のうち8曲は、小林が2016年4月から音楽プロデュースを手掛けている東京メトロのCMソングとなっている。アルバムの構想はこのCMを手掛けていた初期からあったという。このほか、小林が実行委員長を務める総合芸術祭『Reborn-Art Festival』に関わる楽曲も収録されており、両者に共通するテーマである「出会い」や「人の営み」がアルバムの軸になっている。

## リリース
通常盤のみの1形態で発売。スリーブケース仕様となっている。
2018年11月3日には完全限定生産盤としてアナログ盤が2枚組で発売された。180g重量盤仕様で、カッティングはメトロポリス・スタジオ・ロンドンのエンジニア、ティム・ヤングが手掛けている。
本作の収益の一部は、ap bankを通じて総合芸術祭『Reborn-Art Festival』の活動などに充てられる。
本作のアートディレクターは藤田 "TOKYO SPECIAL" 武志と吉永裕介が担当。

## 収録曲
- 全編曲：小林武史（#9除く）

1. to U (Tokyo Metro version) / Bank Band with Salyu [1:43]
  - 作詞：櫻井和寿 / 作曲：小林武史

2006年7月19日に発売されたシングル[9]のアレンジ・バージョン。初CD化。
東京メトロ「Find me Tokyo.」キャンペーン「茅場町 気風がよくなる」篇CMソング[10]。
2. ハートアップ / 絢香 & 三浦大知 [4:53]
  - 作詞・作曲：絢香

2018年2月14日に発売されたシングル[11]。
東京メトロ「Find me Tokyo.」キャンペーン「西日暮里 フォトジェニックな1日」篇CMソング[11]。
3. Happy Life (unreleasd version) / 中島美嘉 × Salyu [3:44]
  - 作詞：安藤裕子・小林武史 / 作曲：小林武史

2017年5月12日より配信され[12]、同年10月25日に発売された中島のシングル『A or B』に収録された楽曲[13]。
東京メトロ「Find me Tokyo.」キャンペーン「浦安 もう1つのテーマパーク」篇CMソング[12]。
4. What is Art? / Reborn-Art Session（櫻井和寿 小林武史） [6:25]
  - 作詞：櫻井和寿・小林武史 / 作曲：小林武史

2017年7月21日に発売された配信限定シングル[14]。初CD化。
総合芸術祭『Reborn-Art Festival 2017』コンセプトソング[14]。
アナログ盤ではここまでがA面となる。
5. my town / YEN TOWN BAND feat. Kj (Dragon Ash) [4:25]
  - 作詞：小林武史・Kj (Dragon Ash) / 作曲：小林武史

2016年6月22日に発売されたシングル[15]。
東京メトロ「Find me Tokyo.」キャンペーン「門前仲町 漁師の活気」篇CMソング[15]。
6. reunion / back numberと秦基博と小林武史 [5:28]
  - 作詞・作曲：秦基博・清水依与吏 / 弦編曲：小林武史・四家卯大

2016年12月7日より配信された楽曲[16]。初CD化。
東京メトロ「Find me Tokyo.」キャンペーン「王子 季節のお便り」篇CMソング[17]。
7. 太陽に背いて / 佐藤千亜妃と金子ノブアキと小林武史 [4:08]
  - 作詞・作曲：佐藤千亜妃

2017年12月13日より配信された楽曲[18]。初CD化。
東京メトロ「Find me Tokyo.」キャンペーン「日比谷 歴史と文化が色づく」篇CMソング[18]。
アナログ盤ではここまでがB面となる。
8. 陽 / クリープハイプ × 谷口鮪 (KANA-BOON) [4:14]
  - 作詞・作曲：尾崎世界観 / 弦編曲：小林武史・四家卯大

2017年2月22日に発売されたクリープハイプの作品集『もうすぐ着くから待っててね』収録曲[19]。
東京メトロ「Find me Tokyo.」キャンペーン「中野 エンターテインメントジャングル」篇CMソング[20]。
9. こだま、ことだま。 / Bank Band [4:34]
  - 作詞：櫻井和寿 / 作曲：小林武史 / 編曲：Bank Band

2016年7月20日に発売された配信限定シングル[21]。
東京メトロ「Find me Tokyo.」キャンペーン「麻布十番 手づくりに惚れる」篇CMソング[22]。
10. 魔法（にかかって） / Salyu × 小林武史 (BONUS TRACK) [4:37]
  - 作詞・作曲：小林武史

初CD化。
『Reborn-Art Festival 2017』最終日に開催されたイベント『リボーン祭り』のために書き下ろされた楽曲[23]。
アナログ盤ではここまでがC面となる。
11. 70 (Live version) / novem (BONUS TRACK) [11:20]
  - 作詞：novem / 作曲：小林武史

2015年11月25日から翌年1月30日まで期間限定で配信された楽曲[24]。初CD化。
読み方は「ナナゼロ」。同年10月1日に開催されたFMラジオ局・InterFM897の開局記念イベント『InterFM897開局記念 ～897 Sessions～』のために制作された楽曲で、同イベントでのライブ音源となっている[25]。
novemのメンバーは大木伸夫 (ACIDMAN)・ホリエアツシ（ストレイテナー）・黒木渚・桐嶋ノドカ・小林武史。

## 参加ミュージシャン
- 櫻井和寿：Vocal (#1, #4, #9)
- Salyu：Vocal (#1, #3, #10)
- 小林武史：Keyboards (#1 - #11), Drums (#3), Programming (#4, #11)
- 安達練：Programming (#1 - #11)
- 絢香：Vocal (#2)
- 三浦大知：Vocal (#2)
- 河村“カースケ”智康：Drums (#2, #9)
- 亀田誠治：Bass (#2, #9)
- 小倉博和：Guitar (#2, #9)
- 中島美嘉：Vocal (#3)
- Chara：Vocal (#5)
- Kj (Dragon Ash)：Vocal (#5)
- 名越由貴夫：Guitar (#5)
- 吉木諒祐：Drums (#5)
- 村田シゲ：Bass (#5)
- 山本拓夫：Sax (#5, #8, #9)
- 西村浩二：Trumpet (#5, #8, #9)
- 清水依与吏：Guitars (#6), Vocal (#6), Chorus (#6)
- 秦基博：Acoustic Guitar (#6), Vocal (#6), Chorus (#6)
- 栗原寿：Drums (#6)
- 小島和也：Bass (#6)
- 四家卯大ストリングス：Strings (#6, #8, #9)
- 佐藤千亜妃：Vocal (#7), Guitar (#7)
- 金子ノブアキ：Drums (#7)
- 尾崎世界観（クリープハイプ）：Vocal (#8), Guitar (#8)
- 谷口鮪 (KANA-BOON)：Vocal (#8)
- 小泉拓（クリープハイプ）：Drums (#8)
- 長谷川カオナシ（クリープハイプ）：Bass (#8)
- 小川幸慈（クリープハイプ）：Guitar (#8)
- 大木伸夫 (ACIDMAN)：Vocal (#11)
- ホリエアツシ（ストレイテナー）：Vocal (#11)
- 黒木渚：Vocal (#11)
- 桐嶋ノドカ：Vocal (#11)